# Saint-Simon-de-Bordes
Saint-Simon-de-Bordes település Franciaországban, Charente-Maritime megyében. Lakosainak száma 767 fő (2022. január 1.). Saint-Simon-de-Bordes Agudelle, Allas-Bocage, Jonzac, Nieul-le-Virouil, Ozillac, Saint-Germain-de-Lusignan, Saint-Hilaire-du-Bois és Villexavier községekkel határos.

## Népesség
A település népessége az elmúlt években az alábbi módon változott:
| Lakosok száma | 503  | 572  | 648  | 658  | 725  | 721  | 734  | 747  | 763  | 767  |
|               | 1968 | 1982 | 1990 | 2006 | 2013 | 2015 | 2017 | 2019 | 2020 | 2022 |